# Z LaLa
 (février 2024).
Z Lala, nom de scène de Tania Muradian née le 6 juillet 1992 à Los Angeles, est une chanteuse américaine.

## Carrière
Le premier album électro-pop de Z LaLa, Zilosophy, sort en octobre 2011. Le deuxième single sorti par Z LaLa  est Sweet Dreams (Are Made of This), une reprise d'Eurythmics. Son single Strangers in the Night culmine à la dixième place du classement dance du Billboard.
Z LaLa sort son premier single Flyaway, dans 14 langues différentes, dont l'espagnol, le français, l'hébreu, le coréen, le russe, l'allemand, l'arménien, deux dialectes arabes, le persan, l'anglais, l'ourdou, l'italien et la langue des signes américaine. En 2015, Z LaLa sort le single Navigation Nightclub en 17 langues.
Z LaLa se fait connaître comme une personnalité avec des excentricités comme ses tenues dans le style de Lady Gaga dans ses clips et des événements mondains comme les 14e Latin Grammy Awards en 2013.
Z LaLa s'associe à Hayari Paris et à plusieurs sociétés pour la promotion de produits.

## Discographie
Albums
- 2011 : Zilosophy

Singles
- 2011 : Flyaway
- 2013 : Sweet Dreams (Are Made of This)
- 2014 : Blue Monday
- 2017 : Strangers in the Night